# Saviors of Kamigawa
Saviors of Kamigawa – dodatek do kolekcjonerskiej gry karcianej – Magic: the Gathering. Jest to trzeci dodatek w bloku Kamigawa. Część ta zamyka historię ukazaną w Champions of Kamigawa oraz Betrayers of Kamigawa. Pokazy przedpremierowe miały miejsce 27 maja, a ich uczestnicy otrzymywali foliowane karty promocyjne Kiyomaro, First to Stand z alternatywnym rysunkiem. Uczestnicy imprez premierowych otrzymywali specjalnie na tę okazję przygotowane, foliowane karty Ghost-Lit Raider.

## Fabuła dodatku
Dodatek kontynuuje linię fabularną rozpoczętą w Champions of Kamigawa. Rōnin Toshiro Umezawa stara się uniknąć konfliktu pomiędzy światem śmiertelnych i światem duchów. Wskutek nieprzewidzianych wypadków staje się obiektem zainteresowania obydwu stron.

## Tematyka
Saviors of Kamigawa skupia się na ścisłej interakcji z liczbą kart jaką dany gracz posiada na ręce, co ma bezpośredni wpływ na efekty, zdolności i własności kart.
Rozwijane są również zdolności i motywy z poprzednich dodatków w bloku, takie jak
- karty flip (odwracane),
- karty typu Legend

## Zestawy Startowe
- Truth Seekers (ang. Poszukiwacze Prawdy) – talia biało-zielona
- Critical Mass (ang. Masa Krytyczna) – talia czerwono-czarna
- Soratami Wisdom (ang. Mądrość Soratami) – talia biało-niebieska
- Spirit Flames (ang. Płomienie Ducha) – talia czerwono-zielona

## Mechaniki
Nowe zdolnści:
- Epic
- Channel
- Sweep

Zdolności występujące w poprzednich dodatkach:
- Soulshift
- Bushido
- Arcane
- Splice
- Soulshift